# Mango (Togo)
Mango o Sansanné-Mango è una città del Togo, nella regione delle Savane.